# Rosandravallei
De Rosandravallei (Sloveens: Dolina Glinščice, Italiaans: Val Rosandra) is een van de valleien in het karstgebied rond Triëst. De vallei is gevormd door de rivier Rosandra (Glinščica), die erdoorheen stroomt. De Rosandra ontspringt bij het dorp Klanec bij Kozina in Slovenië op 412 meter hoogte. De Rosandra stroomt vanaf Klanec naar de Golf van Triëst.
In het karstgebied stroomt het meeste water ondergronds weg. De Rosandra is de enige bovengrondse rivier van Triëst. Langs de noordwand van de vallei liep de Spoorlijn Triëst - Hrpelje (Erpelle in het Italiaans), een van de drie verbindingen van Triëst met het hooggelegen achterland. Deze spoorlijn is in 1959 buiten bedrijf gesteld. Over het tracé van de spoorlijn is een fietspad aangelegd.